# Соснина, Тамара Николаевна
Тамара Николаевна Соснина (род. 19 января 1937, Ржев, Калининская область) — доктор философских наук, философ, специалист в области философской теории бытия.

## Биография
Родилась 19 января 1937 года в Ржеве. В 1959 году окончила историко-филологический факультет Куйбышевского государственного педагогического института.
В 1967 году получила степень кандидата исторических наук в Казанском государственном университете (тема диссертации — «Коммунисты в борьбе за техническое перевооружение Куйбышевской железнодорожной магистрали (1956—1961 гг.)»).
В 1979 году присуждена учёная степень «Доктор философских наук» (тема диссертации — «Предмет туда: философский анализ»).
С 1961 года работает в Куйбышевском авиационном институте (ныне Самарский университет). Стаж педагогической работы Т. Н. Сосниной составляет 57 лет. За это время она заведовала кафедрой политологии и истории Самарского Государственного Аэрокосмического университета и межфакультетской кафедрой Университета Российской Академии, в настоящее время является профессором кафедры философии Самарского университета.
С 50-х годов под авторством Сосниной вышло более четырёхсот научных работ, в том числе 21 монография. Как ученый особое внимание уделяет изучению объекта деятельности материального и духовного производства. В числе научных открытий — введение в научный оборот системы понятий о первичном и вторичном предмете труда, условном, нулевом и потенциальном предмет труда.
Активно участвует в научной и общественной работе: была членом Советского комитета по Европейской безопасности и сотрудничеству, депутатом двух созывов Самарского Областного Совета народных депутатов, член специализированных советов по защите докторских и кандидатских диссертаций.

## Признание
- Заслуженный работник высшей школы Российской Федерации (1999 г.);
- Действительный член Российской Экологической Академии;[6]
- Медаль «Ветеран труда» (1988 г.).
- Медаль «За доблестный труд в ознаменование 100-летия со дня рождения В. И. Ленина»;
- Юбилейная медаль «За доблестный труд»
- медаль экологического фонда им. В. И. Вернадского «За вклад в устойчивое развитие» (2009

## Публикации

### Монографии
- Соснина Т. Н. Карл Маркс о «простых моментах процесса труда». Самара, СНЦ РАН, 2018
- Соснина Т. Н. Стоимость: экономический, экологический и социальный аспекты (методологическое исследование) Самара: СНЦ РАН, 2008.
- Соснина Т. Н. Продукт: полный цикл (методологическое исследование) Самара: СНЦ РАН, 2018. 398 с.[7]
- Соснина Т. Н., Брындин Е. Г., Брындина И. Е. и др. «В. И. Вернадский о „мыслящем и действующем“ человечестве как факторе становления ноосферы». В монографии «Научно-образовательное общество как носитель реализации императива экологического выживания человечества в XXI веке» СПб: ЦНИИТ «АСТЕРИОН», 2014. 5 с.
- Соснина Т.Н. В. И. Вернадский — энциклопедист и пророк Самара: Самарский НЦ РАН, 2012. 148 с.[8]
- Соснина Т. Н. Продукты природы и общества: сравнительный анализ Самара: Самар. гос. аэрокосм. ун-т, 2007. 208 с.

### ВАК
- Тамара Соснина. Виртуальный продукт: анализ субстратной основы // Международная научно-техническая конференция «Перспективные информационные технологии (ПИТ-2016)». — 2016. — С. 370—374[9][10]
- Соснина Т. Н. Анализ технологических параметров производства (методологический аспект) // Вестник Самарского государственного аэрокосмического университета им. академика С. П. Королёва (национального исследовательского университета). — 2015. — № Т. 14, № 1. — С. 247—257.[11]